# Corazón de bombón
"Corazón de Bombón" é uma canção gravada cantora e atriz mexicana Anahí, lançada como primeiro single do seu segundo álbum de estúdio, ¿Hoy Es Mañana? (1996). É o primeiro single oficial da carreira da cantora. É o único single do álbum que teve um vídeo musical oficial.

## Apresentações ao vivo
Anahí começou a divulgar o álbum ¿Hoy Es Mañana? com interpretações dos singles e canções incluídas no disco, em 1996 ela interpretou "Corazón de Bombón" no programa mexicano Siempre en Domingo. Apresentou a canção no Festival Dia del Niño e durante as gravações da novela Vivo por Elena, na qual Anahí interpreta Talita Carvajal, em um episodio como parte de um sonho da personagem.
Em 2009, Anahí incluiu o tema como introdução da canção "Probadita de Mi" no setlist da sua turnê mundial Mi Delirio World Tour que começou em São Paulo, Brasil.

## Faixas e formatos
Download digital (versão álbum)
1. "Corazón de Bombón" – 2:48